# Life Is Good (álbum)
Life Is Good é o décimo primeiro álbum de estúdio gravado pelo rapper estadunidense Nas. O seu lançamento ocorreu em 13 de Julho de 2012, através da editora discográfica Def Jam Recordings. Conta com a participação de vários artistas, incluindo Rick Ross, Anthony Hamilton e Amy Winehouse.

## Alinhamento de faixas
Este é o alinhamento oficial das faixas.
| N.º            | Título                                        | Compositor(es)                                                                                            | Produtor(es)                                 | Duração |  |
| 1.             | "No Introduction"                             | Kenny Bartolomei, Kevin Crowe, Nasir Jones, Erik Ortiz                                                    | J.U.S.T.I.C.E. League                        | 4:15    |  |
| 2.             | "Loco-Motive" (com Large Professor)           | Jones, Ernest Wilson                                                                                      | No I.D.                                      | 3:40    |  |
| 3.             | "A Queens Story"                              | Jones, Darryl McDaniels, Salaam Remi, Joseph Simmons                                                      | Salaam Remi                                  | 4:35    |  |
| 4.             | "Accident Murderers" (com Rick Ross)          | Chris DeGarmo, Jones, William Roberts, Norman Solomon, Marlon Williams                                    | No I.D.                                      | 4:37    |  |
| 5.             | "Daughters"                                   | Patrick Adams, Gary DeCarlo, Dale Frashuer, Jones, Paul Leka, Wilson                                      | No I.D.                                      | 3:20    |  |
| 6.             | "Reach Out" (com Mary J. Blige)               | Dante Franklin, Isaac Hayes, Rodney Jerkins, Jones, Christine Perren, Freddie Perren, Remi, Richard Wyatt | Salaam Remi, Rodney Jerkins, DJ Hot Day, Nas | 3:46    |  |
| 7.             | "World's an Addiction" (com Anthony Hamilton) | Anthony Hamilton, Jones, Remi                                                                             | Salaam Remi                                  | 5:01    |  |
| 8.             | "Summer On Smash" (com Miguel e Swizz Beatz)  | Kasseem Dean, Jones                                                                                       | Swizz Beatz                                  | 4:19    |  |
| 9.             | "You Wouldn't Understand"                     | Eric Barrier, Anthony Best, Tommy Brown, Michael Claxton, William Griffin, Jones, Victoria McCants        | Buckwild                                     | 4:35    |  |
| 10.            | "Back When"                                   | DeGarmo, Barry Forgie, Jones, Shawn Moltke, Williams, Wilson                                              | No I.D.                                      | 3:22    |  |
| 11.            | "The Don"                                     | Earnest Clark, Jones, William Maragh, Dwight Myers, Marcos Palacios, Remi, Nkrumah Jah Thomas             | Heavy D, Salaam Remi, Da Internz             | 3:02    |  |
| 12.            | "Stay"                                        | Lester Abrams, Jones, Wilson                                                                              | No I.D.                                      | 3:45    |  |
| 13.            | "Cherry Wine" (com Amy Winehouse)             | Jones, Remi, Amy Winehouse                                                                                | Remi                                         | 5:53    |  |
| 14.            | "Bye Baby"                                    | Tim Gatling, Gene Griffin, Aaron Hall, Jones, Remi, Teddy Riley, Noah Shebib                              | Salaam Remi, Noah "40" Shebib                | 3:59    |  |
| Duração total: | Duração total:                                | Duração total:                                                                                            | Duração total:                               | 58:12   |  |

## Desempenho nas paradas
| Tabela musical                                         | Melhor posição |
| ------------------------------------------------------ | -------------- |
| Alemanha (Media Control Charts)                        | 24             |
| Austrália (ARIA Charts)                                | 27             |
| Bélgica (Ultratop 50 de Flandres)                      | 44             |
| Bélgica (Ultratop 40 da Valônia)                       | 72             |
| Canadá (Canadian Albums Chart)                         | 2              |
| Dinamarca (IFPI Dinamarca)                             | 24             |
| Estados Unidos (Billboard 200)                         | 1              |
| França (Syndicat National de l'Édition Phonographique) | 33             |
| Irlanda (IRMA Albums Chart)                            | 55             |
| Noruega (VG-Lista)                                     | 16             |
| Nova Zelândia (The Official New Zealand Music Chart)   | 38             |
| Países Baixos (MegaCharts)                             | 27             |
| Reino Unido (UK Albums Chart)                          | 8              |
| Reino Unido (UK R&B Albums)                            | 2              |
| Suíça (Schweizer Hitparade)                            | 8              |